# خطة تونس السادسة
خطة تونس السادسة هي مشروع اقتصادي تنموي نفذتها حكومة الرئيس الحبيب بورقيبة من 1982 إلى 1986. سخر النقاد من هذه الخطة بسبب فشلها حيث لم تنجح في تخفيض معدل البطالة وذلك لعدة أسباب من بينها سوء التخطيط لما قد يحصل بسببِ الركود العالمي والتركيز المفرط على الاستثمار في رأس المال بالإضافة إلى الديون الخارجية للحكومة.